# The Leading Man
The Leading Man (bra: O Sedutor) é um filme britânico de 1996, do gênero drama romântico, dirigido por John Duigan e estrelado por Jon Bon Jovi e Thandie Newton.

## Sinopse
Um ator americano, calculista e  impetuoso, Robin Grange, vai a Londres para caracterizar em um novo grande filme. O dramaturgo da produção, Felix Webb, está tendo um caso intenso com a protagonista, Hilary Rule. Sua esposa de 14 anos, Eleanor, suspeita que seu marido está traindo e não pode suprimir a raiva. Robin vem com um plano para seduzir a elegante esposa de Felix para acabar incomodando o marido. Em desespero, Felix concorda, mas logo enfrenta um dilema em que ele se sente cada vez mais com ciúmes das tentativas de Robin para seduzir sua esposa, especialmente quando ele encanta (e tenta seduzir) Hilary e os outros membros da produção e torna-se muito popular. Felix está preso em uma teia de mentiras e inveja, levando-o a buscar vingança na noite de sua nova produção de abertura.

## Elenco
- Jon Bon Jovi é Robin Grange
- Anna Galiena é Elena Webb
- Lambert Wilson é Felix Webb
- Thandie Newton é Hilary Rule
- Barry Humphries é Humphrey Beal
- Patricia Hodge é Delvene
- Diana Quick é Susan
- Harriet Walter é Liz Flett
- David Warner é Tod
- Nicole Kidman

## Recepção
No site agregador de críticas Rotten Tomatoes, 63% das 8 resenhas dos críticos são positivas.